# 부정 (전한)
부정(傅精, 傅靖, ? ~ 기원전 166년), 또는 부청(傅淸)은 전한 초기의 제후로, 개국공신 부관의 아들이다.

## 생애
혜제 6년(기원전 189년), 부관의 뒤를 이어 양릉후(陽陵侯)에 봉해졌다.
문제 14년(기원전 166년)에 죽으니 시호를 경(頃)이라 하였고, 작위는 아들 부칙이 이었다.

## 출전
- 사마천, 《사기》 권18 고조공신후자연표·권98 부근괴성열전
- 반고, 《한서》 권16 고혜고후문공신표

| 전임 아버지 양릉경후 부관 | 전한의 양릉후 기원전 189년 ~ 기원전 166년 | 후임 아들 양릉경후 부칙 |